# .eh
.eh je vrhovna internetska domena (country code top-level domain - ccTLD) za Zapadnu Saharu.

## Vanjske poveznice
- IANA .eh whois informacija  Arhivirana inačica izvorne stranice od 20. listopada 2007. (Wayback Machine)